# Amphineurus (ondergeslacht)
Amphineurus is een ondergeslacht van het geslacht van insecten Amphineurus binnen de familie steltmuggen (Limoniidae).

## Soorten
Deze lijst van 40 stuks is mogelijk niet compleet.
- A. (Amphineurus) bicinctus (Edwards, 1923)
- A. (Amphineurus) bickeli (Theischinger, 1996)
- A. (Amphineurus) bicorniger (Alexander, 1924)
- A. (Amphineurus) campbelli (Alexander, 1922)
- A. (Amphineurus) castroensis (Alexander, 1929)
- A. (Amphineurus) collessi (Theischinger, 1994)
- A. (Amphineurus) extraordinarius (Alexander, 1939)
- A. (Amphineurus) fergusoni (Alexander, 1931)
- A. (Amphineurus) flexuosus (Alexander, 1923)
- A. (Amphineurus) hudsoni (Edwards, 1923)
- A. (Amphineurus) kandu (Theischinger, 1994)
- A. (Amphineurus) kingi (Alexander, 1950)
- A. (Amphineurus) koghiensis (Hynes, 1993)
- A. (Amphineurus) leaski (Theischinger, 1996)
- A. (Amphineurus) longipes (Philippi, 1866)
- A. (Amphineurus) lyriformis (Alexander, 1923)
- A. (Amphineurus) maculosus (Skuse, 1890)
- A. (Amphineurus) minusculus (Alexander, 1921)
- A. (Amphineurus) molophilinus (Alexander, 1922)
- A. (Amphineurus) monteithi (Theischinger, 1994)
- A. (Amphineurus) nox (Alexander, 1922)
- A. (Amphineurus) operculatus (Alexander, 1924)
- A. (Amphineurus) patya (Theischinger, 1994)
- A. (Amphineurus) perarmatus (Alexander, 1924)
- A. (Amphineurus) perdecorus (Edwards, 1923)
- A. (Amphineurus) pita (Theischinger, 1994)
- A. (Amphineurus) polycyclus (Alexander, 1961)
- A. (Amphineurus) pressus (Alexander, 1922)
- A. (Amphineurus) pulchripes (Alexander, 1925)
- A. (Amphineurus) pullybuntor (Theischinger, 1994)
- A. (Amphineurus) senex (Alexander, 1922)
- A. (Amphineurus) spectabilis (Theischinger, 1996)
- A. (Amphineurus) stewartiae (Alexander, 1924)
- A. (Amphineurus) subdecorus (Edwards, 1924)
- A. (Amphineurus) submolophilinus (Alexander, 1923)
- A. (Amphineurus) superbus (Theischinger, 1996)
- A. (Amphineurus) tenuipollex (Alexander, 1952)
- A. (Amphineurus) tumidus (Alexander, 1923)
- A. (Amphineurus) umbraticus (Skuse, 1890)
- A. (Amphineurus) zborowskii (Theischinger, 1996)